# Erechthias oxytona
Erechthias oxytona är en fjärilsart som beskrevs av Edward Meyrick 1893. Erechthias oxytona ingår i släktet Erechthias och familjen äkta malar. Inga underarter finns listade i Catalogue of Life.